# Resolució 1102 del Consell de Seguretat de les Nacions Unides
La Resolució 1102 del Consell de Seguretat de les Nacions Unides, adoptada per unanimitat el 31 de març de 1997 després de reafirmar la Resolució 696 (1991) i totes les resolucions següents sobre Angola, el Consell va estendre el mandat de la Tercera Missió de Verificació de les Nacions Unides a Angola (UNAVEM III) fins al 16 d'abril de 1997.
El Consell de Seguretat començà reafirmant la sobirania i integritat territorial d'Angola i la importància de l'aplicació dels acords de pau, inclòs elProtocol de Lusaka. Va subratllar que el Govern d'Angola i UNITA havien de prendre mesures urgents i passes decisives en el procés de pau per assegurar la participació contínua de la comunitat internacional.
Foren benvinguts els esforços del secretari general Kofi Annan durant la seva visita a Angola, juntament amb l'arribada dels diputats d'UNITA i els futurs funcionaris del Govern d'Unitat i Reconciliació Nacional (GURN) a la capital Luanda. Segons el Govern d'Angola, el GURN s'establiria l'11 d'abril de 1997, i posteriorment totes les parts seran cridades a formar part del GURN en aquesta data. També es va instar les dues parts a aplicar els aspectes militars i polítics restants del procés de pau, com la integració dels soldats de la UNITA a les Forces Armades Angoleses, la desmobilització i la millora de l'administració de l'Estat arreu del país.
Es va demanar al secretari general que informi sobre la formació del GURN abans del 14 d'abril de 1997 i assenyali, d'acord amb la Resolució 1098 (1997), que les mesures de la resolució 864 (1993) s'imposarien si el GURN no s'establia en la data acordada.